# إميلي تورنر
إميلي تورنر (بالإنجليزية: Emily Turner)‏ هي لاعبة هوكي الجليد بريطانية، ولدت في 25 يناير 1984م.